# Club Atlético Atenas (San Carlos)
El Club Atlético Atenas, conegut com a Atenas de San Carlos, és un club esportiu uruguaià, amb destac en el futbol de la ciutat de San Carlos, en el departament de Maldonado. disputa la segona divisió uruguaia.

## Història
El club fou fundat en 1928 per dos jugadors del Excelsior, equip local. Durant la seva trajectória, el club va disputat competicions locals a fins professionalitzar-se en 2001, quan va disputar la segona divisió uruguaia. El 2009, el club competeix en la primera divisió, més en la mesma temporada, el club descendeix, oscil·lant entre les dues divisions.

## Palmarès

### Llocal
- 23 Lliga Carolina de fútbol (San Carlos):

1954, 1961, 1962, 1963, 1964, 1965, 1966, 1969, 1970, 1971, 1973, 1974, 1978, 1979, 1985, 1986, 1987, 1988, 1989, 1990, 1991, 1992, 1993

### Departamental
- 12 Campionat departamental de Maldonado:

1957, 1964, 1970, 1971, 1973, 1974, 1984, 1985, 1988, 1990, 1991, 1993
- 3 Lliga Mayor de Maldonado:

1995, 1996, 2000

### Regional
- 3 Campionat del Este:

1965, 1975, 1985, 1986

### Nacional
- Campionat de Clubs Campions del Interior: 4

1965, 1975, 1976, 2001
- Supercopa de Clubs Campions del Interior: 3

1971, 1972, 1974